# Bride Church

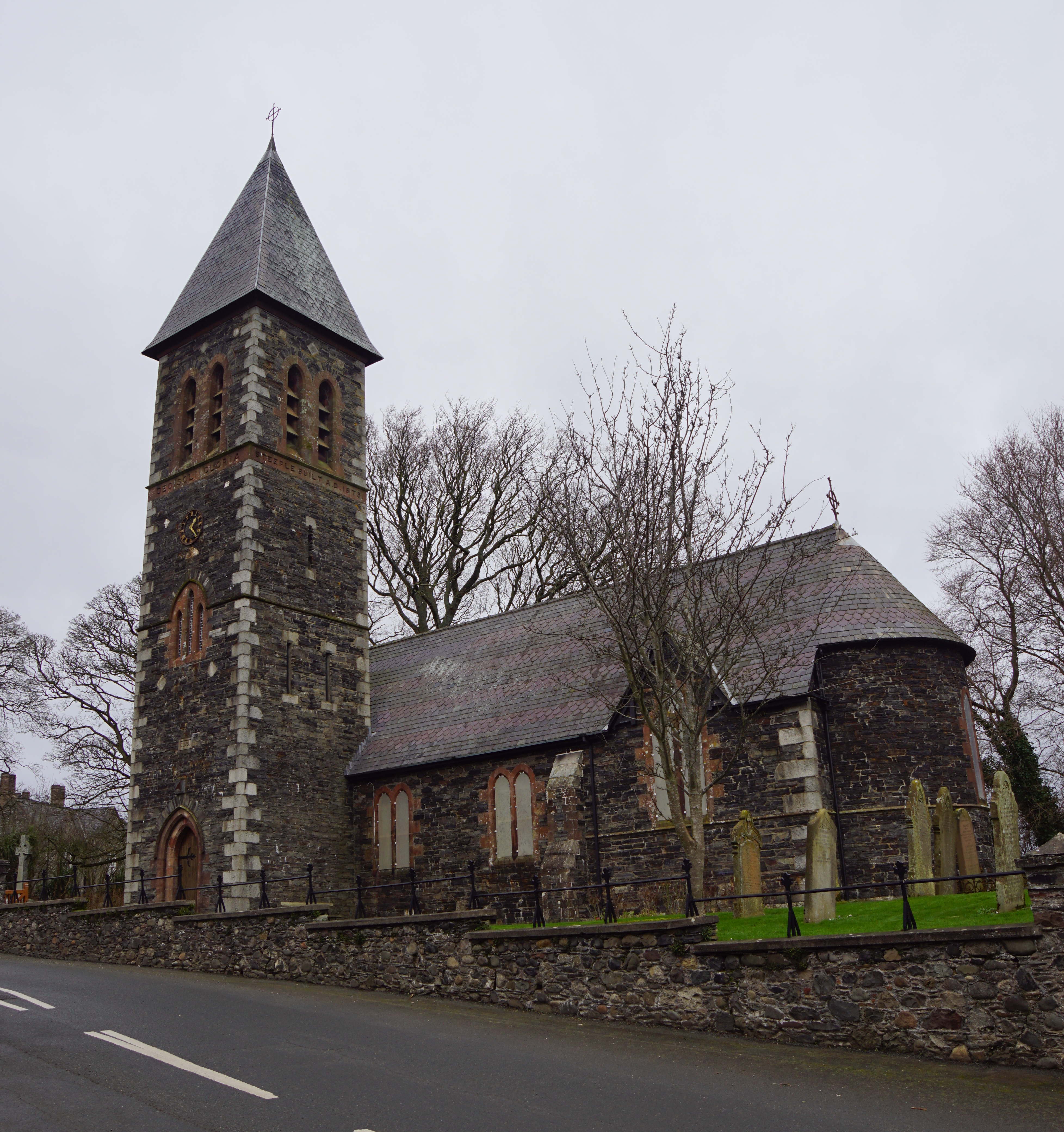
Bride Church.

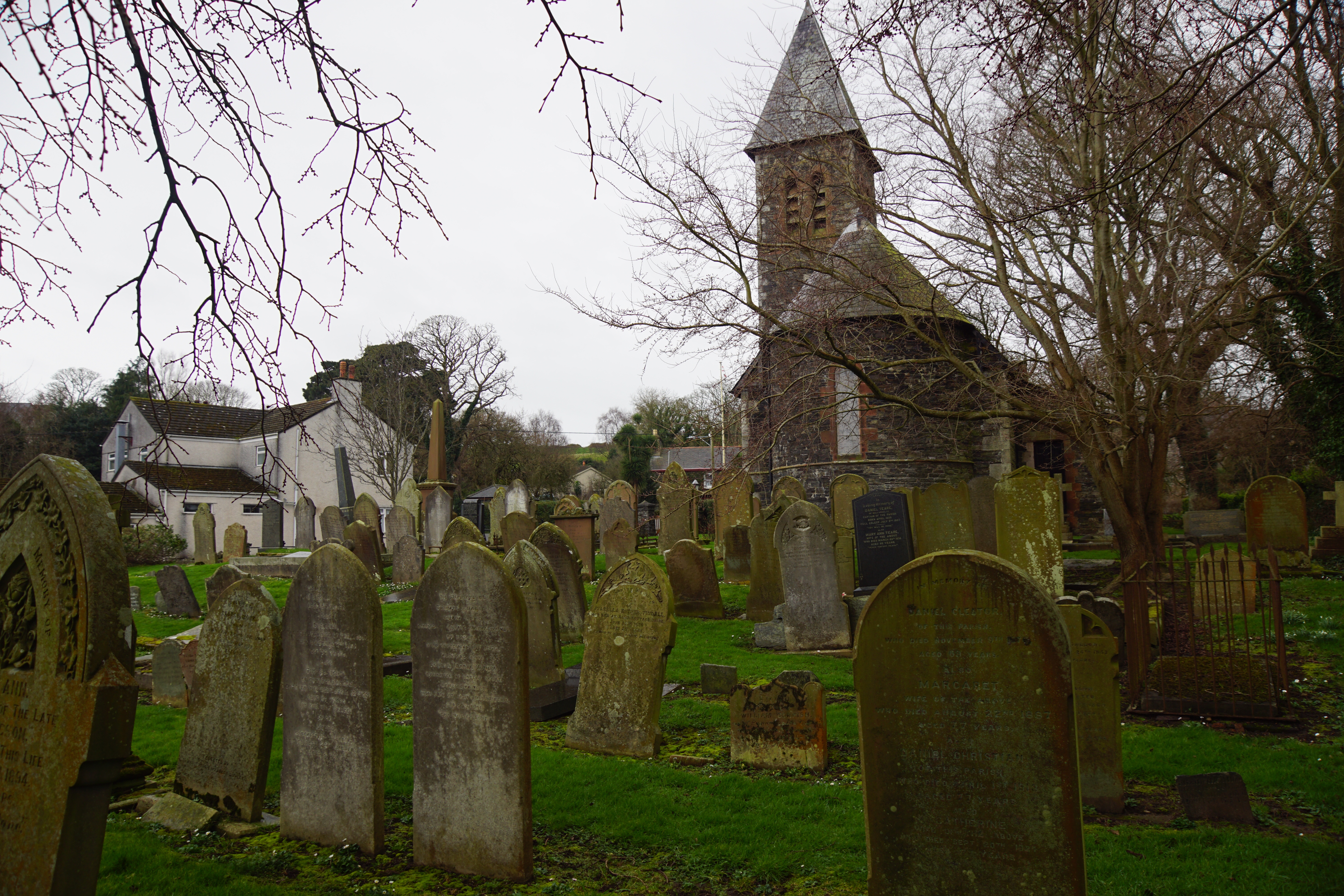
Bride Church vanaf de begraafplaats gezien.

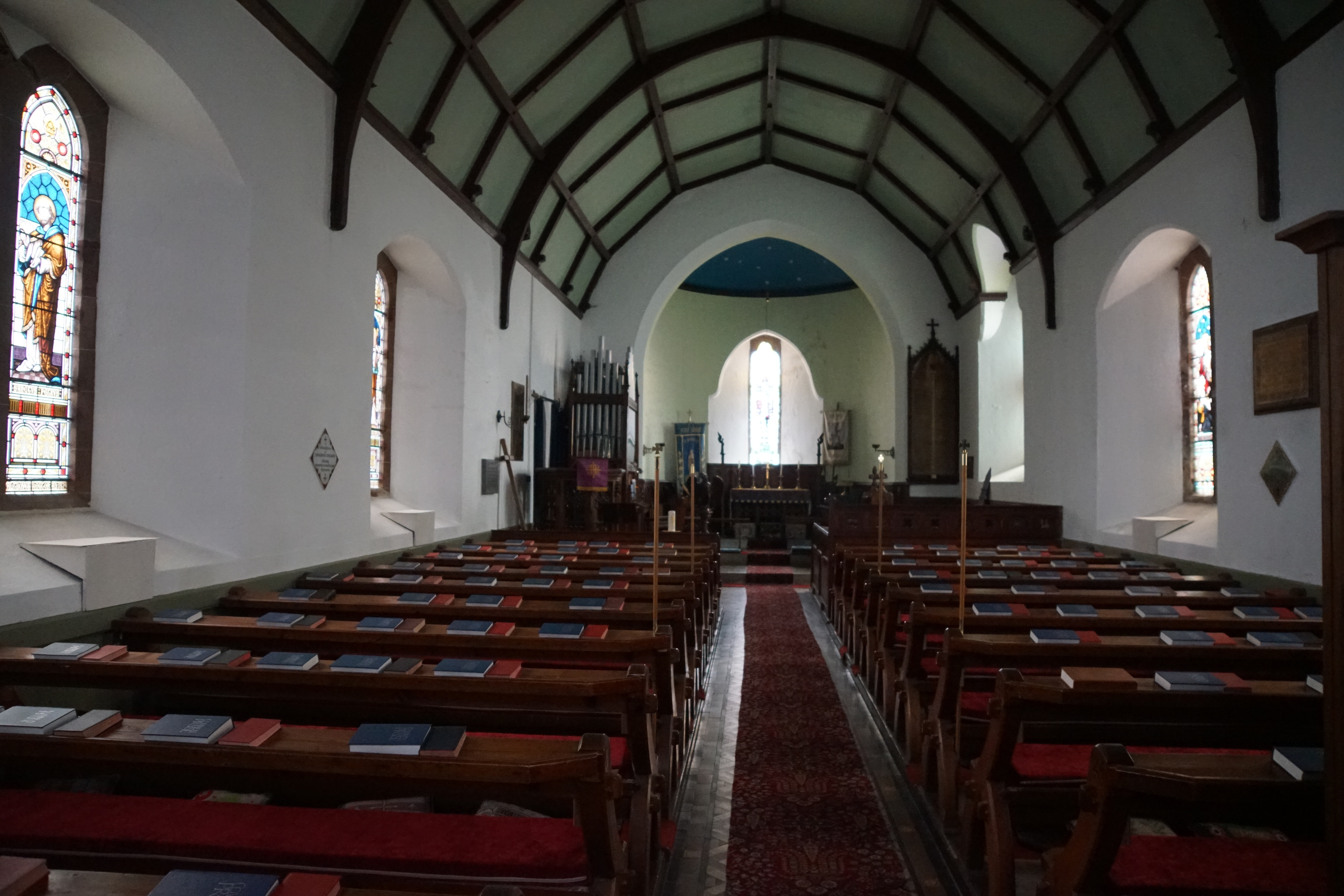
Interieur.

Bride Church, ook Bride Parish Church, is een negentiende-eeuwse kerk, gelegen in Bride in de parish Bride op het eiland Man. De kerk is gewijd aan Sint Brigida.

## Geschiedenis
Bride Church werd gebouwd in 1869-1872 als vervanging van een eerdere kleinere kerk uit 1350-1550 die iets meer naar het oosten stond. De klokkentoren werd in 1875 gebouwd. De kerk werd gebouwd naar een ontwerp van J. Henry Christian.

## Beschrijving
Bride Church ligt in het dorpje Bride waar de Cranstal Road aansluit op de A10. Bride Church heeft een rechthoekige plattegrond met en is west-oostelijk georiënteerd met de klokkentoren aan de meest westelijke kant van de zuidgevel aangebouwd, een ronde apsis uitstekend aan de oostzijde en een sacristie aan de meest oostelijke zijde van de noordmuur. De altaartafel is van 1898, de lessenaar met adelaar is van 1893, de preekstoel is van 1897; alle door Kelly Bros vervaardigd. In het toegangsportaal van de kerk onder de toren bevindt zich een beschadigde middeleeuwse doopvont en in de kerk staat een Victoriaanse doopvont met een houten deksel uit 1914.
Het oostelijk raam met kruisiging en de drie westelijke ramen waaronder Sint Brigida die een maquette van Bride Church vasthoudt en Sint Patrick, zijn gemaakt door John Hayward in 1980. De noordelijke en zuidelijke ramen zijn gemaakt door Edmundson & Son uit Manchester in 1876.
Ten noorden en westen van de kerk bevindt zich de begraafplaats met voornamelijk graven uit de negentiende eeuw en later.

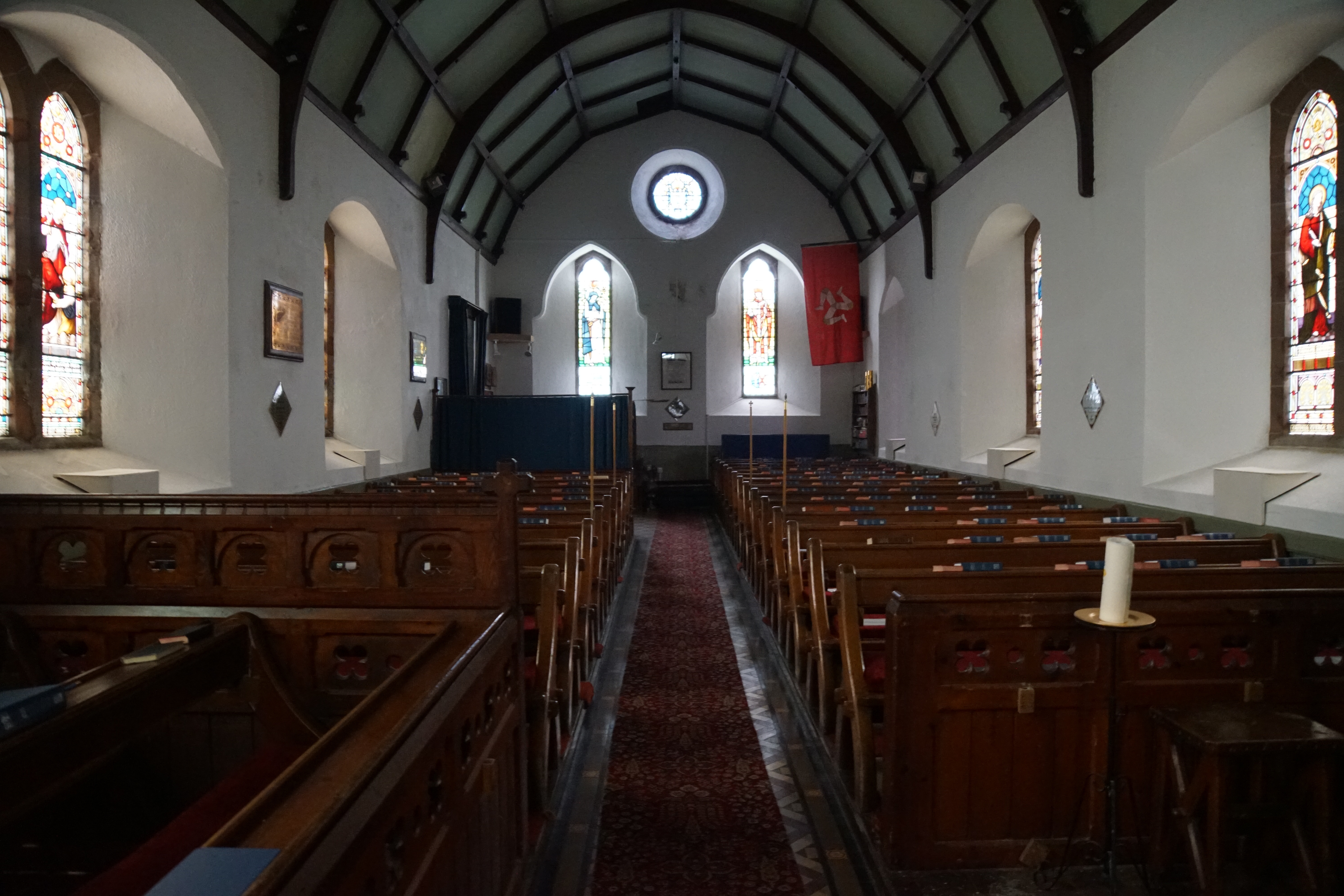
Interieur kijkende naar het westen.
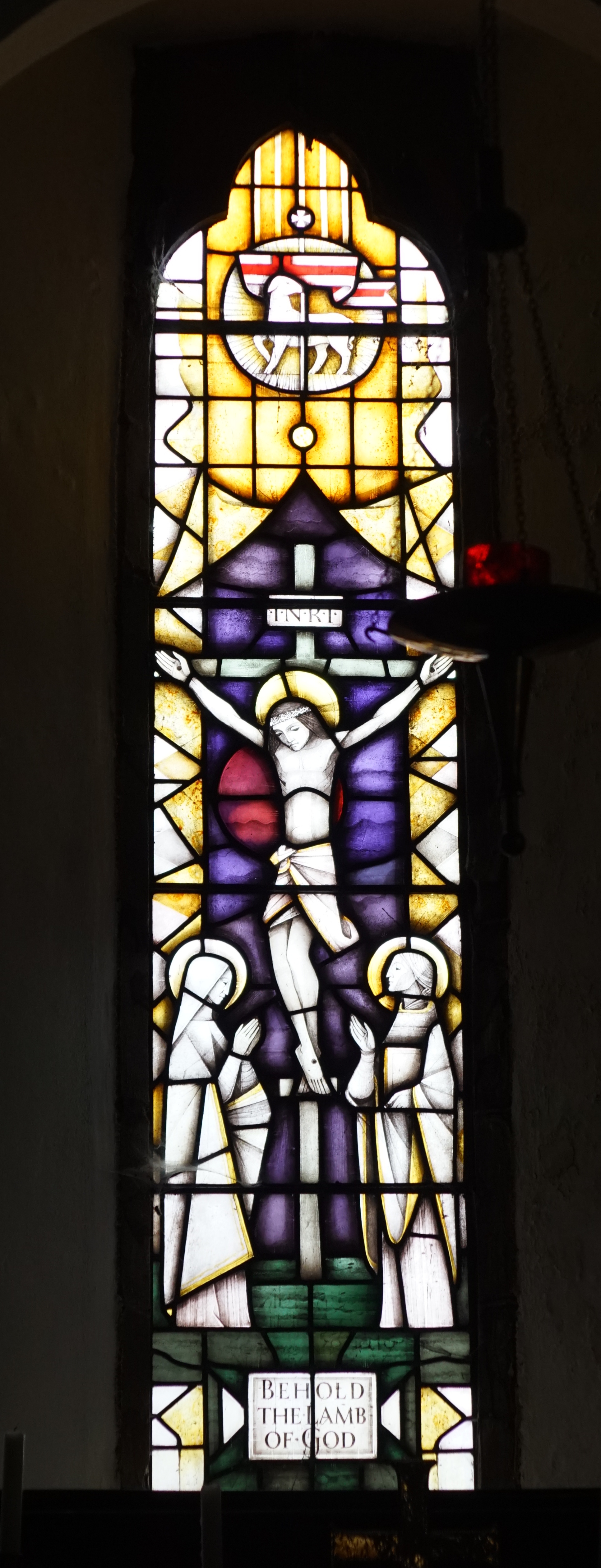
Oostraam.
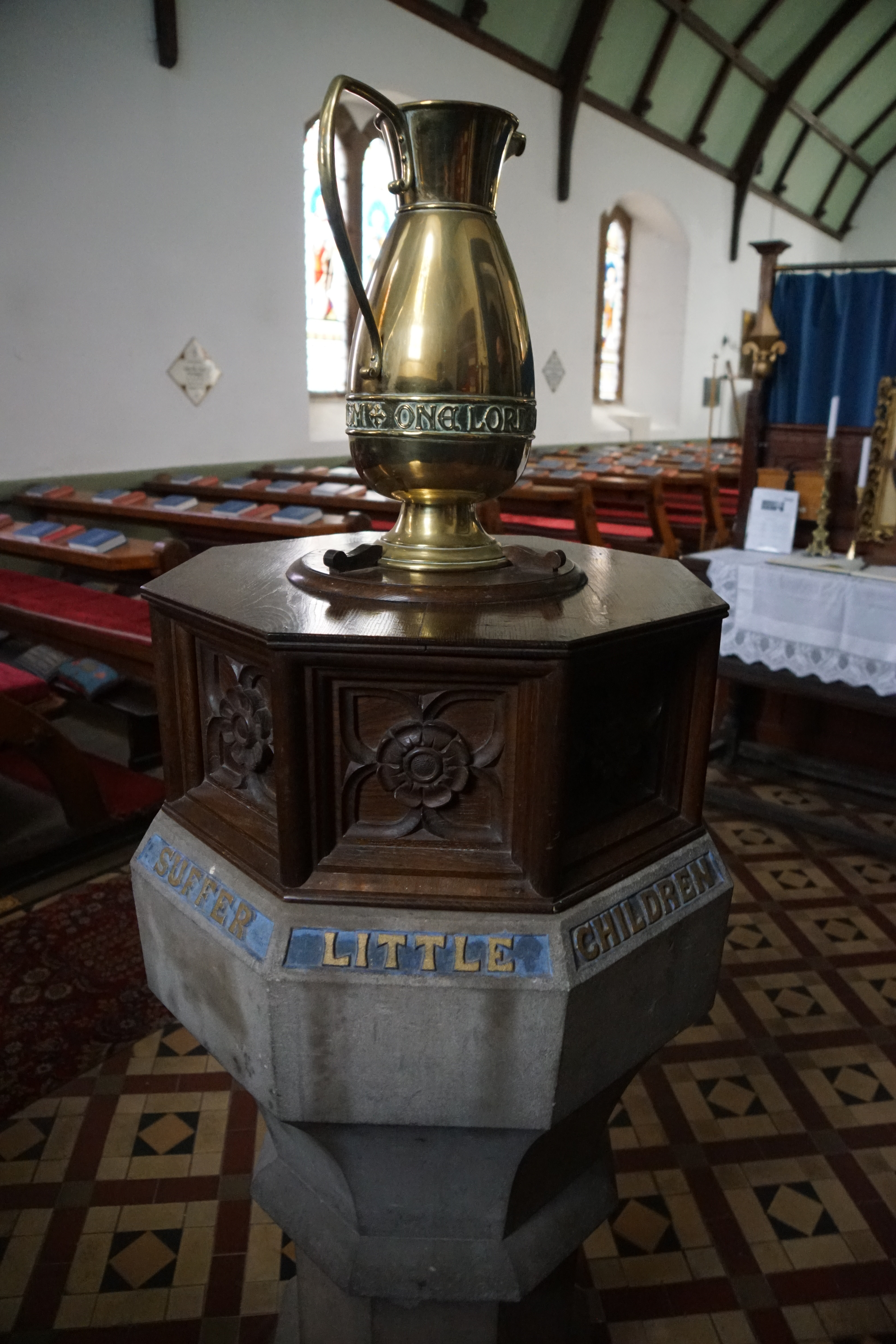
Het doopvont.

### Kruisen

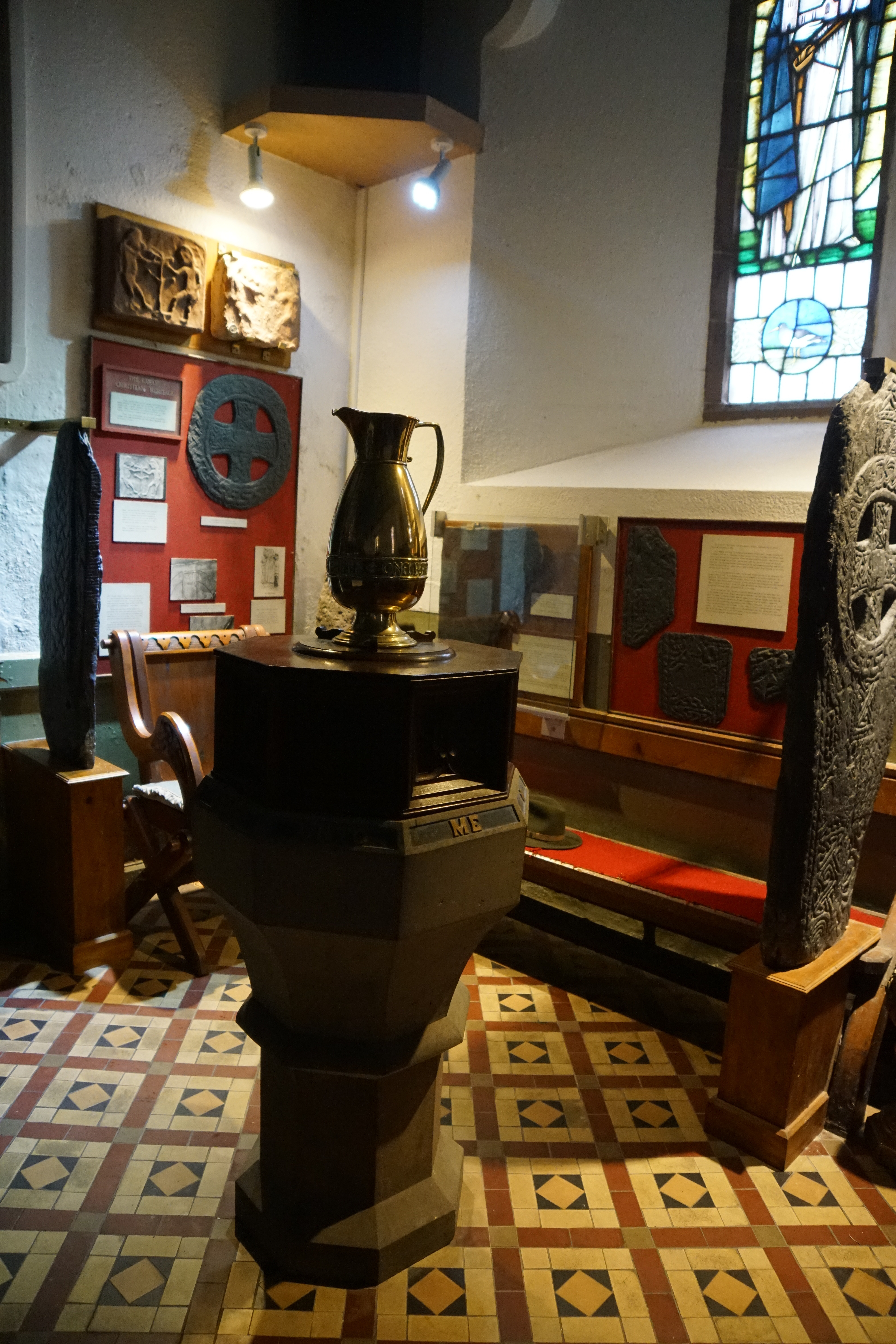
Doopvont en de collectie middeleeuwse kruisen.

In de kerk bevindt zich een verzameling van Viking-grafkruisen. Deze zijn gevonden in de parish Bride. Anno 2024 worden er vijf kruisen tentoongesteld. Volgens de nummering van de Manx National Heritage gaat het om de nummers 52, 58, 118, 124 en 147. Deze laatste is eigenlijk geen Viking-kruis maar een later beeldhouwwerk. 

#### Ballavarkish Stone
Nummer 52 is ook bekend onder de naam Ballavarkish Stone. De steen stamt uit de zevende of achtste eeuw. De steen werd rond 1910 ontdekt in een kapelletje (keeill) bij de boerderij van Ballavarkish en was het voorpaneel van een altaar. Er staat een keltisch kruis afgebeeld met een rechthoek eromheen. Op de steen is graffiti aangebracht, voorstellende kruisen, dieren en een menselijk figuur, en namen in Latijn, meestal achter een kruis als indicatie om voor die persoon te bidden.

#### Druian's Cross
Nummer 118 is ook bekend onder de naam Druian's Cross. Het kruis dateert uit de tiende eeuw. Het kruis werd ontdekt in het metselwerk van de oude kerk toen die werd afgebroken. Beide zijden van het kruis zijn versierd. Een runen-inscriptie leest: 'Druian, Dugalds zoon, richtte dit kruis op in herinnering aan zijn vrouw Athmiu'. De namen zijn Keltisch, de letters Scandinavisch.

#### Thor's Cross
Nummer 124 is ook bekend onder de naam Thor's Cross. Dit kruis stamt uit 950 en is een van de kruisen met de meest complexe versieringen gevonden op het eiland Man. Op beide zijden staat een keltisch kruis afgebeeld. De ene zijde heeft boven het kruis twee vogels, die waarschijnlijk hanen voorstellen, een christelijk symbool voor de wederopstanding. Op de panelen onder het kruis zijn twee groepen figuren afgebeeld met herten, vermoedelijk jachtscènes: links wordt het hert belaagd door twee honden en twee mensen waarvan een een speer vasthoudt, terwijl rechts twee honden, een hert en een bebaarde man die iets vasthoudt. De versieringen tonen verder twee hondachtige figuren en een slangenkop die vastzit aan de versiering die om het hele kruis heengaat. De bebaarde man zou Thor kunnen voorstellen die de kop van een os vasthoudt die hij als lokmiddel wil gebruiken om de zeeserpent Jormungand te vangen, waarmee hij tot de dood zal vechten tijdens de Ragnarok. 
De andere zijde lijkt sterk op de eerste zijde, maar in plaats van hanen zijn er menselijke figuren afgebeeld en onder het kruis links een menselijk figuur die twee gordels draagt die kriskras over elkaar heen lopen, en die wegkijkt van een opgerolde slang; een klein mannelijk figuur lijkt zijn voet aan te raken. Onder hem staat een  figuur met zijn benen wijd op een koepelvormig object en zijn handen in zijn zij. De figuur met de slang stelt vermoedelijk Thor voor die vecht met de slang Jormungand waarbij hij zijn hoofd afwendt om de slechte adem van de slang te vermijden. Het kleine mannetje zou zijn zoon Ragni zijn. De man eronder zou de reus Rungni zijn, die als het hoort dat Thor hem van onderen wil aanvallen, op een schild gaat staan. Deze interpretaties worden enigszins in twijfel getrokken omdat het scènes uit verschillende verhalen betreffen en omdat Thor zijn vertrouwde hamer niet vastheeft. De andere scènes aan deze zijde zijn geërodeerd en hebben geen interpretaties met betrekking tot de mythologie van Thor.

#### Adam and Eve Stone
Nummer 147 is ook bekend onder de naam Adam en Eve Stone. Deze steen van rode zandsteen is geen Viking-kruis. De steen stamt uit de elfde of twaalfde eeuw en werd gevonden toen de oude kerk werd afgebroken. Bij de meeste Adam en Eva-stenen torent de boom van de kennis van goed en kwaad uit boven Adam en Eva, terwijl op deze steen de boom tussen beiden staat afgebeeld.

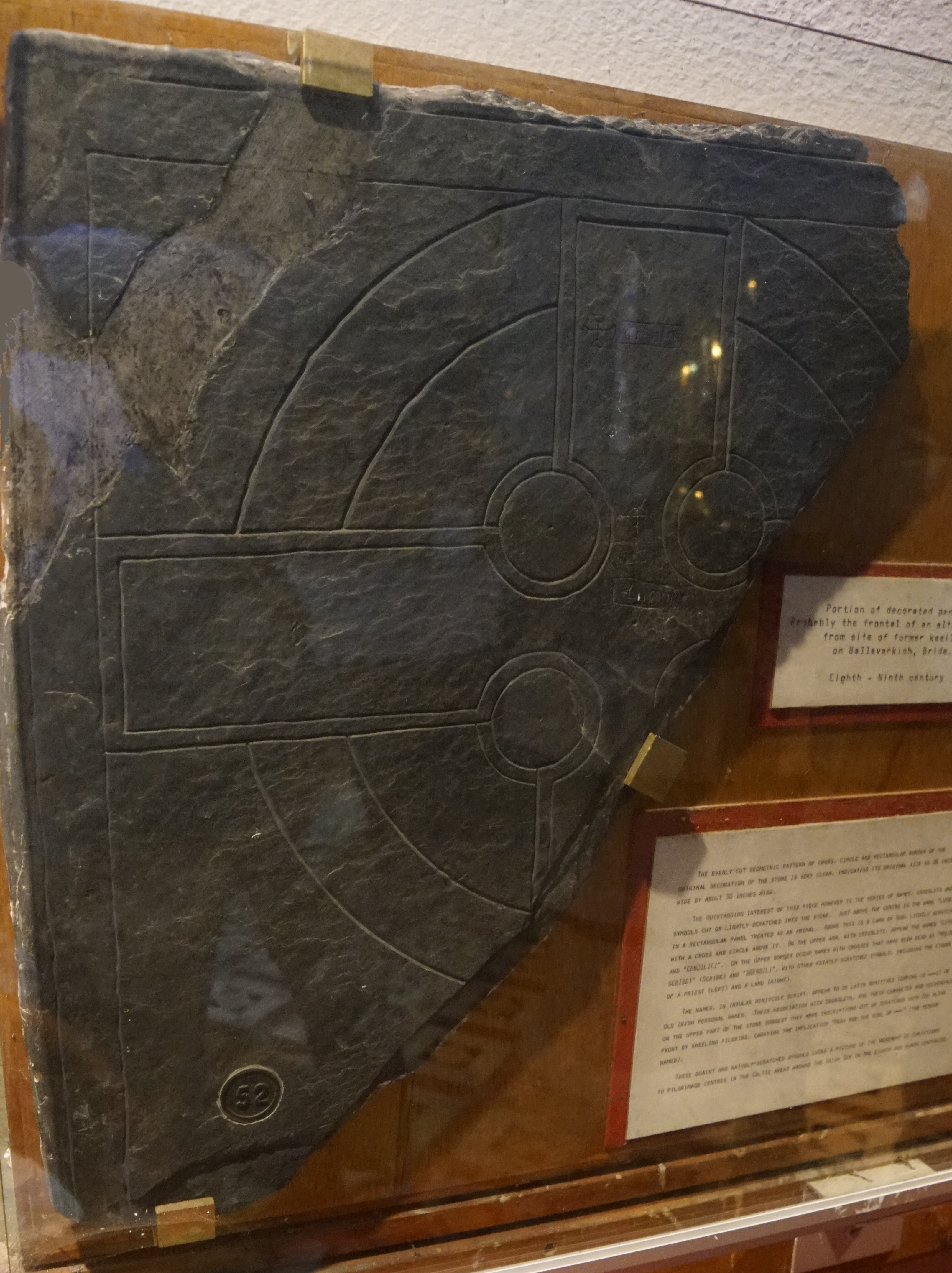
Ballavarkish Stone.
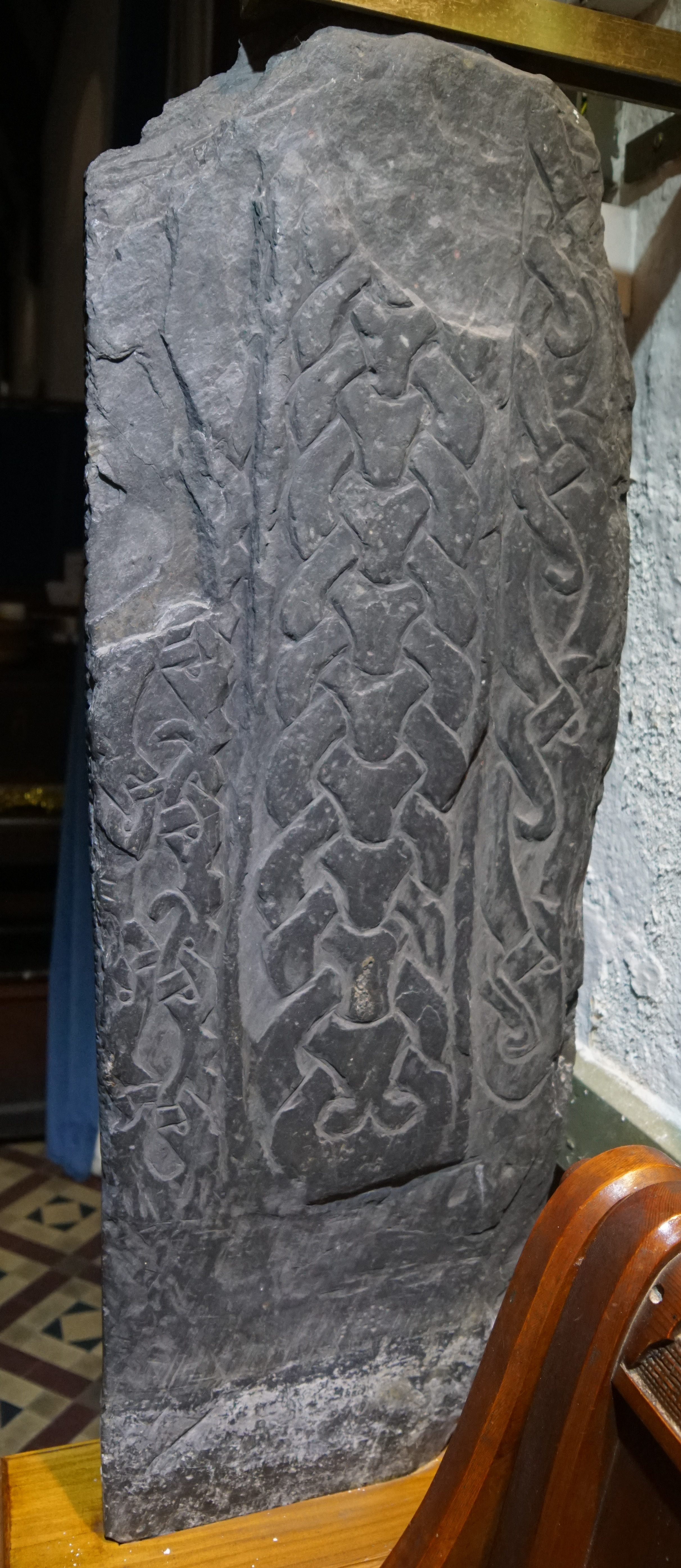
Druian's Cross.
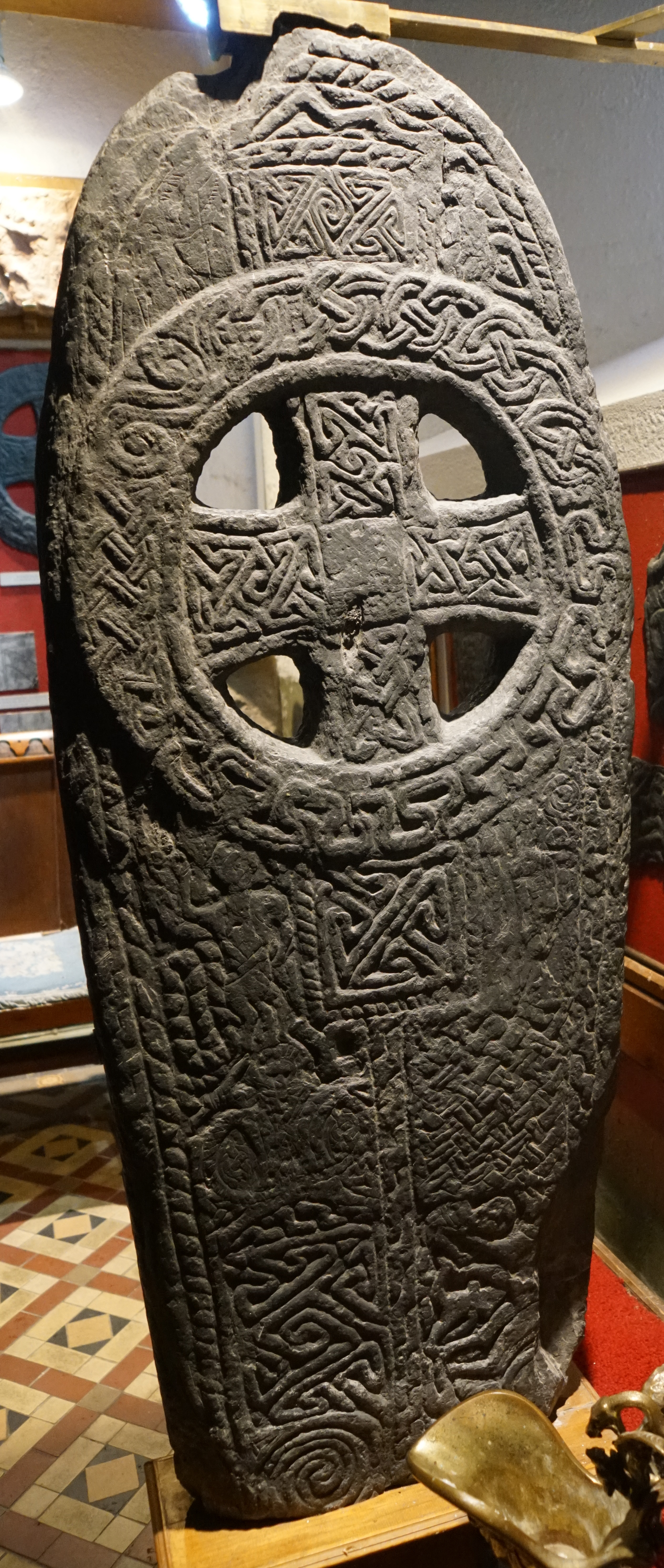
Thor's Cross.
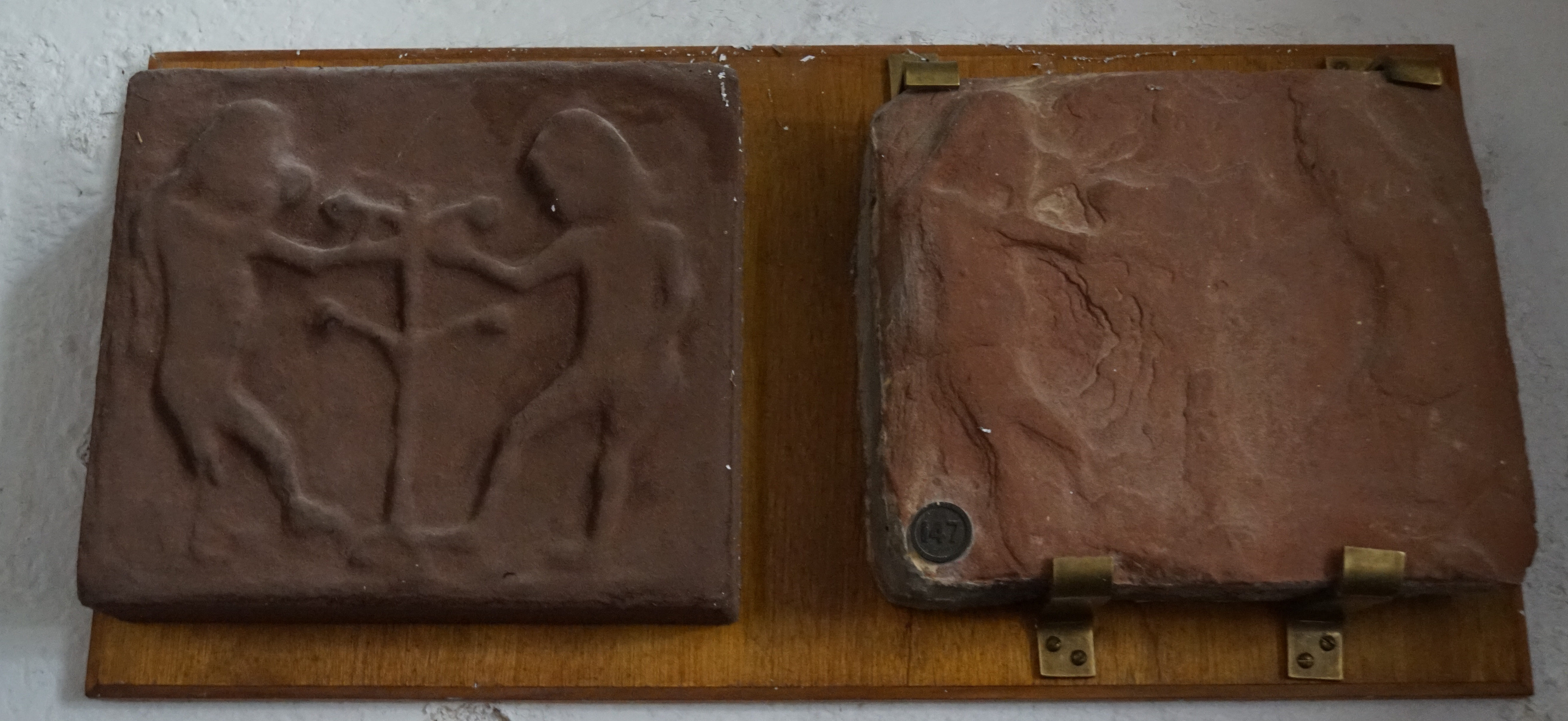
De Adam en Eva-steen (replica van circa 1900 en origineel)